# Patrik Pavlenda
Patrik Pavlenda (ur. 3 maja 1982 w Zlatych Moravcach) – słowacki piłkarz grający na pozycji obrońcy. Od 2016 roku jest zawodnikiem austriackiego Union Gschwandt.

## Życiorys
Jest wychowankiem klubu TJ Calex Zlaté Moravce. W latach 2002−2007 był piłkarzem FC ViOn Zlaté Moravce. 1 stycznia 2008 odszedł do Górnika Zabrze. W Ekstraklasie zadebiutował 24 lutego 2008 w przegranym 0:1 meczu z Lechem Poznań. W sumie w polskiej lidze zagrał w 12 meczach. 1 stycznia 2009 po raz drugi w karierze został piłkarzem FC ViOn Zlaté Moravce. Występował w nim do 2015 roku. W latach 2015−2016 reprezentował barwy klubu TJ Slovan Čeľadice. Od 1 lutego do 17 sierpnia 2016 był zawodnikiem FC Nitra, po czym odszedł do austriackiego Union Gschwandt.